# 核内低分子リボ核タンパク質
核内低分子リボヌクレオタンパク質または核内低分子リボ核タンパク質（かくないていぶんしリボ ヌクレオ/かく タンパクしつ、英: small nuclear ribonucleoprotein、略称: snRNP）はRNA-タンパク質複合体であり、未修飾のpre-mRNAと結合し、他のさまざまなタンパク質とともにスプライソソームを形成する。スプライソソームはpre-mRNAのスプライシングを行う巨大なRNA-タンパク質複合体である。pre-mRNAからのイントロンの除去にはsnRNPの作用が必須であり、真核細胞の核内でのみ起こる転写後修飾の重要な過程である。ただし、U7 snRNAとタンパク質の複合体であるU7 snRNPはスプライシングには全く関与せず、ヒストンのpre-mRNAの3'ステムループ構造のプロセシングを担う。
snRNPの2つの必須構成要素はタンパク質分子とRNAである。各snRNP粒子内に見つかるRNAは核内低分子RNA（snRNA）として知られており、その長さは通常およそ150ヌクレオチドである。snRNPのsnRNA要素はイントロンの5'末端、3'末端、そして分岐部位（branch site）のスプライシングシグナル配列を認識し、個々のイントロンに特異性を与える。snRNP中のsnRNAは、酵素的な役割と構造的な役割の双方が組み込まれているという点で、リボソームRNAと類似している。 
snRNPはマイケル・R・ラーナーとジョーン・A・スタイツによって発見された。トーマス・チェックとシドニー・アルトマンも発見に寄与し、細胞成長においてRNAが触媒として機能することを発見した業績によって1989年にノーベル化学賞を受賞した。

## タイプ
少なくとも5つの異なる種類のsnRNPが、スプライソソームに加わってスプライシングに関与する。それらはゲル電気泳動によって可視化することができ、それぞれU1、U2、U4、U5、U6として知られている。それらのsnRNA要素は、それぞれU1 snRNA、U2 snRNA、U4 snRNA、U5 snRNA、U6 snRNAとして知られている。
1990年代中盤に異なるクラスのsnRNPが存在することが発見され、後生動物にのみに見つかる、高度に保存された5'スプライス部位と分岐部位を持つイントロンのスプライシングを助けていることが発見された。このクラスのsnRNPにはU11、U12、U4atac、U6atacが含まれ、snRNA要素はそれぞれU11 snRNA、U12 snRNA、U4atac snRNA、U6atac snRNAである。それぞれ別物ではあるものの、U1、U2、U4、U6と同じ機能を果たす。
加えて、U7 snRNPはU7 snRNAと結合タンパク質から構成され、ヒストンのpre-mRNAの3'ステムループのプロセシングに関与している。

## 生合成
snRNPは緊密に組織化・調節された過程で組み立てられ、細胞核で行われる段階と細胞質で行われる段階が存在する。

### 核でのRNAの合成と核外輸送
RNAポリメラーゼIIはU1、U2、U4、U5 snRNAを転写し、U11、U12、U4atacもわずかに転写する。これらには7-メチルグアノシンの5'キャップが付加される。CRM1に媒介されて、核外へ輸送される。

### 細胞質でのSmタンパク質の合成と保管
Smタンパク質は、他のタンパク質と同様、細胞質でリボソームがmRNAを翻訳することで合成される。Smタンパク質は3種類の部分的に組み立てられたのリング複合体の形で細胞質に保管され、そのすべてがpIClnタンパク質と結合している。SmD1、SmD2、SmF、SmE、SmGとpIClnからなる6S五量体複合体、SmBとおそらくSmD3、そしてpIClnからなる2–4S複合体、SmD3、SmB、SmD1、pIClnとアルギニンメチルトランスフェラーゼ5（PRMT5）からなる20Sメチロソーム（methylosome）の3つの形態である。SmD3、SmB、SmD1はメチロソーム中で翻訳後修飾を受ける。これら3つのSmタンパク質にはC末端に反復性のアルギニン-グリシンモチーフが存在し、アルギニン側鎖のω-NG, NG'-ジメチルアルギニンへの対称性ジメチル化が行われる。pIClnは、3つの前駆体複合体全てに存在するが成熟したsnRNPには存在せず、Smタンパク質の未成熟な組み立てを防ぐ、専門化されたシャペロンとして機能することが示唆されている。

### SMN複合体中でのコアsnRNPの組み立て
snRNA（U1、U2、U4、U5、そしてわずかの U11、U12、U4atac）はすぐにSMNタンパク質（survival of motor neuron protein、SMN1遺伝子にコードされる）とGemin 2–8（Gem-associated protein、GEMIN2、GEMIN3、GEMIN4、GEMIN5、GEMIN6、GEMIN7、GEMIN8）と相互作用し、SMN複合体を形成する。ここでsnRNAはSmD1-SmD2-SmF-SmE-SmG五量体と結合し、続いてSmD3-SmB二量体が加わってsnRNAのSm結合部位のまわりにSmリングが完成する。Sm結合部位は、これらのsnRNAにおいて保存されたヌクレオチド配列で、一般的には AUUUGUGG である。snRNAの周囲にSmリングが組み立てられた後、5'末端の7-メチルグアノシンのキャップがさらにメチル化されて2,2,7-トリメチルグアノシンとなるとともに、3'末端がトリミングされる。この修飾と完全なSmリングの存在は、Snurportin1によって認識される。

### 核での最終的なsnRNPの組み立て
完成したコアsnRNP-snurportin1複合体は、インポーチンβを介して核内へ輸送される。核内ではコアsnRNPはカハール体で見られ、そこでsnRNPの最終的な組み立てが行われる。この過程には、タンパク質の付加や特定のsnRNP（U1、U2、U4、U5）に対する特異的な修飾が含まれる。
多くの遊離U6 snRNAが細胞質に見つかるものの、U6 snRNPの生合成は核内で起こる。まずLSmリングが集合し、その後U6 snRNAと結合すると考えられている。

### snRNPの解体
snRNPの寿命は非常に長いが、やがて解体され分解されると考えられている。分解の過程はほとんど解明されていない。

### 組み立ての欠陥
SMN1遺伝子の遺伝的欠陥によって、SMNタンパク質のsnRNP生合成機能の欠陥が引き起こされる。これが遺伝子疾患である脊髄性筋萎縮症で見られる運動ニューロンの病理の原因となっている可能性がある。

## 構造、機能と組織化
ヒトと酵母のsnRNPの構造がいくつかクライオ電子顕微鏡と連続的単粒子解析によって決定されている。近年では、ヒトのU1 snRNPのコア構造がX線結晶構造解析によって決定された（3cw1、3pgw）。続いて決定されたU4 snRNPのコア構造（2y9a）は原子相互作用に最初の知見をもたらし、特にSmタンパク質のSm結合部位への結合様式が示された。U6 snRNAの構造が特異的タンパク質Prp24との複合体として解かれ（4n0xt）、特別なLsm2–8リングが3'末端のヌクレオチドに結合した構造も解かれた（4m7a）。クライオ電子顕微鏡による単粒子解析によって、ヒトU1 snRNP、ヒトU11/U12 di-snRNP、ヒトU5 snRNP、U4/U6 di-snRNP、U4/U6∙U5 tri-snRNPの構造が決定されている。snRNPやスプライソソームの構造や機能の決定は、現在も進展し続けている。

## 抗snRNP抗体
自身のsnRNPに対して自己抗体が産生される可能性がある。もっとも顕著なものはSmタンパク質結合型snRNPを標的とした抗Sm抗体であり、全身性エリテマトーデスにおいて特異的にみられる。